# Hemleben
Hemleben est une ancienne commune allemande de l'arrondissement de Kyffhäuser, Land de Thuringe.

## Géographie
Hemleben se situe au nord-est du bassin de Thuringe. 
| Gorsleben      | Oberheldrungen |             |
| Etzleben       | Hemleben       |             |
| Schillingstedt |                | Beichlingen |

Hemleben se trouve près du croisement entre la Bundesautobahn 71 et la Bundesstraße 85.

## Histoire
Hemleben est mentionné pour la première fois en 1227 dans un document de l'abbaye d'Oldisleben sous le nom de Hameleiven.